# سیارک ۱۶۲۰۳
سیارک ۱۶۲۰۳ (به انگلیسی: 16203 Jessicastahl، نامگذاری:2000CH32) شانزده هزار و دویست و سومین سیارک کشف شده‌است که در ۲ فوریه ۲۰۰۰ کشف شد.
قدر مطلق سیارک برابر ۱۷.۸ است.